# Lanfranco Tenaglia
Lanfranco Tenaglia (Chieti, 17 ottobre 1961) è un ex magistrato e politico italiano del Partito Democratico, Ministro-ombra della Giustizia dal 2008 al 2009.

## Biografia
Laureato in giurisprudenza nel marzo 1985 con il massimo dei voti e la lode, presso la facoltà di giurisprudenza dell'Università La Sapienza di Roma. Avvocato poi è stato nominato uditore giudiziario nel 1989. Assegnato dapprima nel 1989 alla Pretura circondariale e poi dal 1993 al Tribunale di Treviso. Dal 1995 al 1998 ha fatto parte della Segreteria Generale del Consiglio Superiore della Magistratura. Nel 1996 è stato nominato Presidente di sezione della Commissione Tributaria Regionale di Venezia. È stato giudice del Tribunale di Venezia, dove è diventato giudice di Corte d'appello Componente del Consiglio Giudiziario presso la Corte di Appello di Venezia nel biennio 2000/2001. Componente del Consiglio Superiore della Magistratura nel quadriennio 2002/2006 Presidente della Prima e della Settima commissione del C.S.M., componente della seconda, ottava e nona commissione del medesimo organo.
È stato eletto alla Camera dei deputati per la prima volta nel 2006, Vice Presidente nella XV legislatura della Giunta per le autorizzazioni e i procedimenti di accusa, ed è stato responsabile giustizia de La Margherita.
Nel 2007 è nominata Responsabile nazionale Giustizia nella Segreteria nazionale del Segretario Walter Veltroni.
È stato rieletto nel 2008 e è nominato Ministro di Giustizia nel Governo ombra del Partito Democratico, ruolo che ricopre dal 9 maggio 2008 al 21 febbraio 2009. La scelta è stata criticata dal radicale Maurizio Turco.
Dal 24 febbraio 2009 il Segretario del PD Dario Franceschini (già Vicesegretario di Veltroni nominato leader del Pd dopo le sue dimissioni dalla Segreteria nazionale) lo nomina Presidente nazionale del Forum Giustizia del Pd.

## Incarichi parlamentari
- Vicepresidente della Giunta per le autorizzazioni dal 23 maggio 2006 al 28 aprile 2008
- Vicepresidente del Comitato parlamentare per i procedimenti di accusa dal 6 giugno 2006 al 28 aprile 2008
- Commissione speciale per l'esame di disegni di legge di conversione di decreti-legge dal 7 maggio 2008  al 4 giugno 2008

Componente dell'Assemblea Parlamentare della NATO
Componente della Commissione Giustizia
Commissione giurisdizionale per il personale